# Lempdes
 Lempdes  es una población y comuna francesa, situada en la región de Auvernia, departamento de Puy-de-Dôme, en el distrito de Clermont-Ferrand y cantón de Pont-du-Château.

## Demografía
| 1659 | 3546 | 5836 | 8015 | 8591 | 8401 |
| Para los censos de 1962 a 1999 la población legal corresponde a la población sin duplicidades (Fuente: INSEE [Consultar]) |      |      |      |      |      |